# マダラクワガタ
マダラクワガタは、甲虫目・クワガタムシ科に属するクワガタムシの一種。体長は僅か5mmほどで、この属のヨンネッタイマダラクワガタという種類は世界最小のクワガタである。

## 体型
体高が高く、多くのクワガタムシのような扁平な体型ではない。平面形も寸の詰まった楕円形である。頭部も他のクワガタムシの体型と比較すると小さい。オスの大顎は小さいとはいえ、相応に発達し背面から確認できるが、メスのそれは小さく背面からは見えない。
体色は全身褐色で、名前にもなっている、5列交互に並列する黒色及び金色の斑点は体毛の束である。

## 生態
北海道から九州までの比較的標高の高いところに生息する。離島では佐渡島・伊豆諸島利島・同御蔵島・対馬・天草下島・屋久島（亜種ヤクシママダラクワガタ）・種子島などに記録がある。
飼育の際には、高標高地域に生息するため寒さには強いが、夏の高温には注意を要する。
標高500m弱の低山地から1000m以上の高山帯まで広く分布し、またコルリクワガタやツヤハダクワガタのような高山性小型種と異なり平地の気温でも問題なく幼虫が生育する。このため、硫黄の臭気が立ちこめ年中高温多湿な温泉地等にも生息している。
褐色腐朽の進んだ多湿な広葉樹の朽ち木に成虫、幼虫共に見られる。樹種は高山帯の場合ルリクワガタ属等と同様ブナやミズナラなどであるが、最も個体数が多く見られるのは沿岸寄り亜高山帯のアセビやツバキ類である。直径僅か数センチの朽ち枝にも多数の個体が穿孔している。
幼虫で1年を過ごし羽化した後、そのまま蛹室内で冬を越し、3月下旬から活動を開始する。ただし、新たな発生木の開拓に出かける場合以外朽木の外にはあまり出ず、数世代に渡って１本の朽木内で発生を繰り返すこともある。
成虫の後食行動についてはまとまった知見が得られていないが、観光客の捨てたミカンの皮に来集していた例がある。また、飼育下で特に餌を与えていないにもかかわらず1 - 数ヶ月生存することから、水分摂取のみで生きている可能性がある。
体が褐色で楕円形であることから、赤腐れの木屑と見分けがつかず、余程注意して見ていなければ見過ごしてしまう。
まだ生態や交尾などの点でわかっていないことが多い。天敵は主に朽ち木に住む肉食性の甲虫やクモ類に、幼虫を狙う寄生バチだとされる。

## 亜種

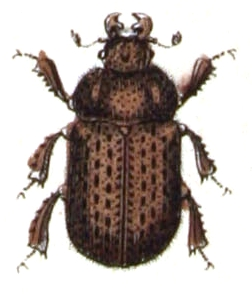
同属のヨーロッパマダラクワガタ (Aesalus scarabaeoides)

- 原名亜種 Aesalus asiaticus asiaticus
- ヤクシママダラクワガタ A. a. sawaii - 屋久島に生息する。金毛の束があまり見られない。